# 体育馆路 (北京)
39°52′58″N 116°25′20″E / 39.88270°N 116.42225°E
体育馆路是位于北京市东城区南部的一条道路。

## 简介
体育馆路西起天坛公园东门外、天坛路与天坛东路交叉处，东到幸福大街，与光明路连接。因路南有北京体育馆而得名。中华人民共和国成立后，在天坛公园以东新建了这条道路，连接天坛公园和国家体委大院。1955年北京体育馆建成，该道路定名为“体育馆路”。此后，体育馆路聚集了众多体育机构：国家体育总局、中国奥林匹克委员会、中华全国体育总会，以及国家体育总局训练局、科研所、信息中心、体育医院，《体育报》社、《新体育》杂志社等单位。